# Nokia 5530
Nokia 5530 XpressMusic — мультимедійний смартфон з сенсорним екраном виробництва компанії Nokia. На момент виходу у 2009 році, не мав аналогів в своєму ціновому сегменті.
У ряді країн продається разом з сервісом Nokia Comes With Music.

## Технічні характеристики
Апарат виконаний у форм-факторі моноблок. Для управління використовується сенсорний екран, виготовлений на основі резистивної технології, що робить неможливим мультисенсорне управління, але дозволяє управління не тільки пальцем, але і стилусом.
Модель в технічному плані, є майже повною (зменшеною) копією Nokia 5800. Тут використовується менший екран. Діагональ 2,9" у порівнянні з 3,2" у Nokia 5800, інші характеристики екрану такі ж: співвідношення сторін 16:9, роздільна здатність — 640х360, відображає до 16 млн кольорів. Екран в Nokia 5530 більш яскравий, контрастний, одним з перших оснащений технологією AFFS (Advanced Fringe Field Switching), що дозволяє домогтися гарних кутів огляду, і має набагато кращу передачу кольору, ніж 5800. Три апаратні кнопки замінені сенсорними. Корпус також став менше (104х49х13 мм в порівнянні з 111х51, 7х15, 5 мм у 5800), і легше (107 г в порівнянні з 109 г у 5800). Ємність акумулятора також менше (1000 мАч порівняно з 1320 мА · год у 5800) Змінено був і комплект поставки. У порівнянні з таким у 5530 немає стилусів (один йде разом з телефоном), чохла, кабелю Video-out та підставки.
Апарат оснащений 3,2 Мп камерою з автофокусом, оптикою від Carl Zeiss. На відміну від 5800 в моделі 5530 тут використовується дешевший модуль (хоча картинка виходить більш яскрава і контрастна) і один елемент LED спалаху. Фронтальної камери для відеодзвінків в апараті немає, оскільки модель не може працювати в 3G мережах. Для автоматичної зміни орієнтації екрану в апараті є акселерометр. Є слот для карт пам'яті MicroSD (до 32 ГБ). У комплекті з телефоном йде картка на 4 ГБ.
Апарат може підключатися до інших пристроїв через Micro-USB 2.0, Bluetooth 2.0 (EDR/A2DP/AVRCP) і Wi-Fi (IEEE 802.11 b/g). В апараті сумісний порт 3,5 мм TRS «міні-джек»
В апараті використовується Li-Ion акумулятор Nokia BL-4U ємністю 1000 мА · год
Комплектна гарнітура Nokia WH-205
У комплект поставки входять:
- Nokia 5530 XpressMusic
- Акумулятор (BL-4U)
- Зарядний пристрій (AC-8)
- Гарнітура (WH-205)
- USB кабель для підключення до комп'ютера (CA-101)
- Карта пам'яті microSDHC 4 ГБ (MU-41)
- Інструкція
- Mini DVD з ПЗ

## Фото телефону

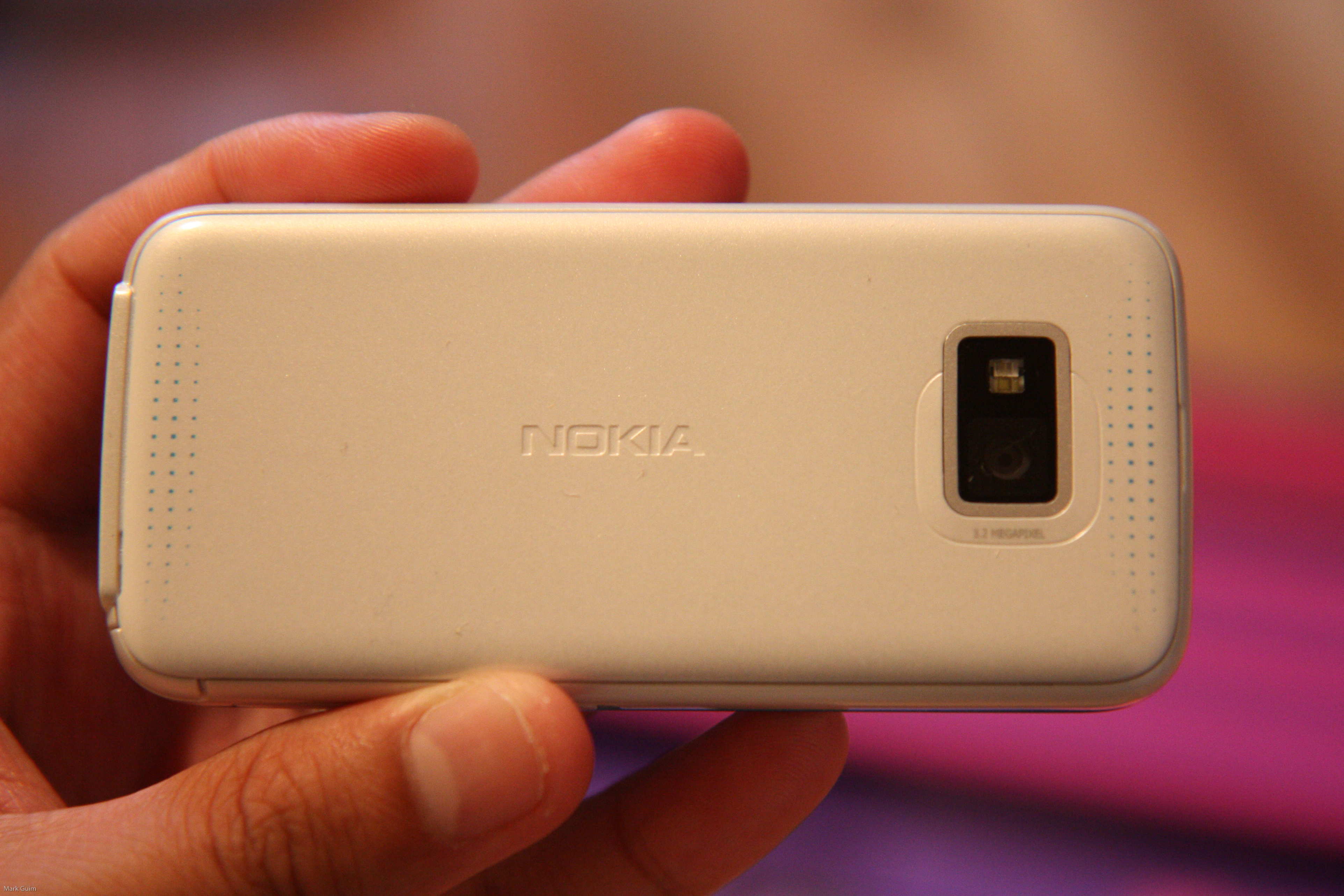
Зворотна сторона
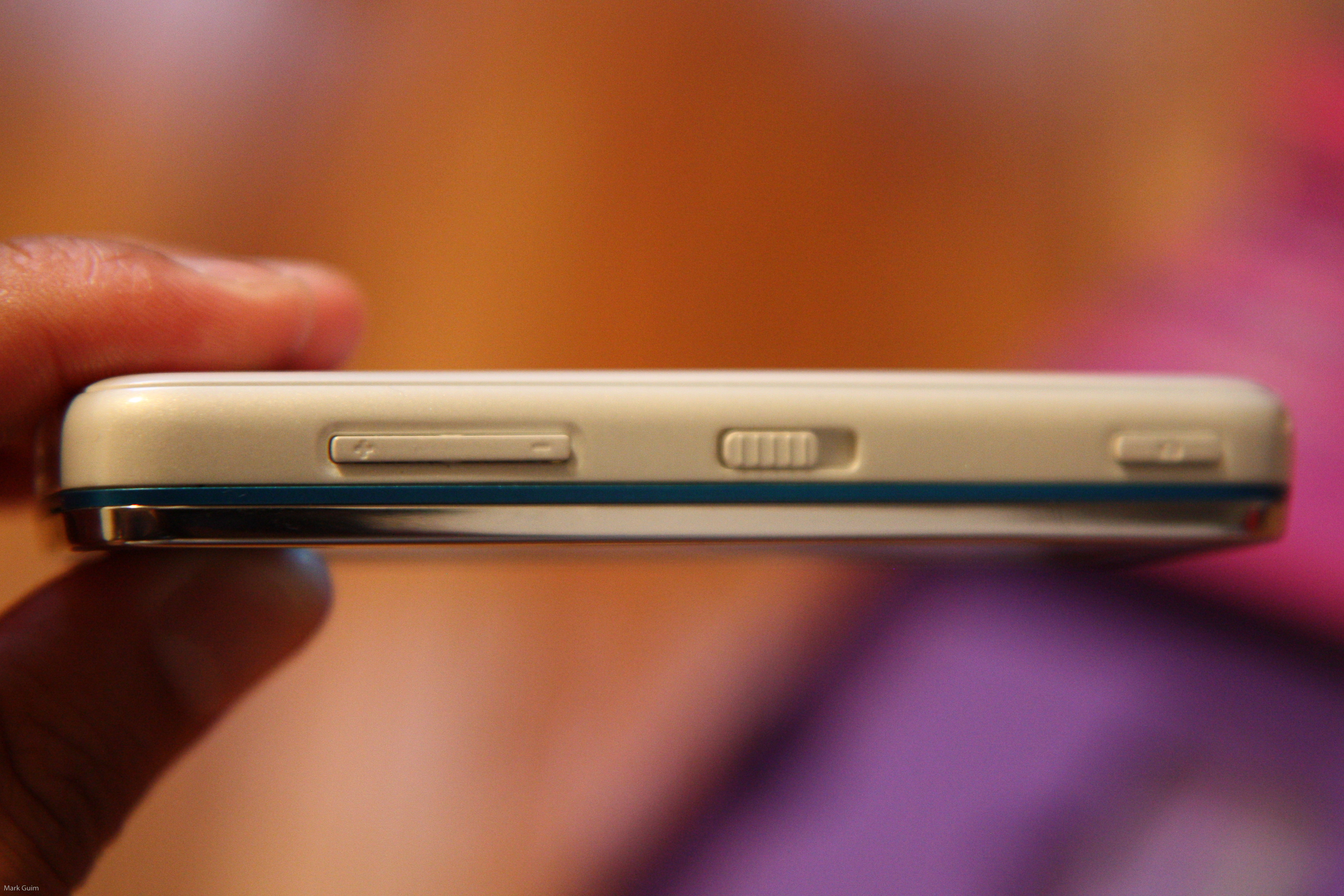
Права сторона
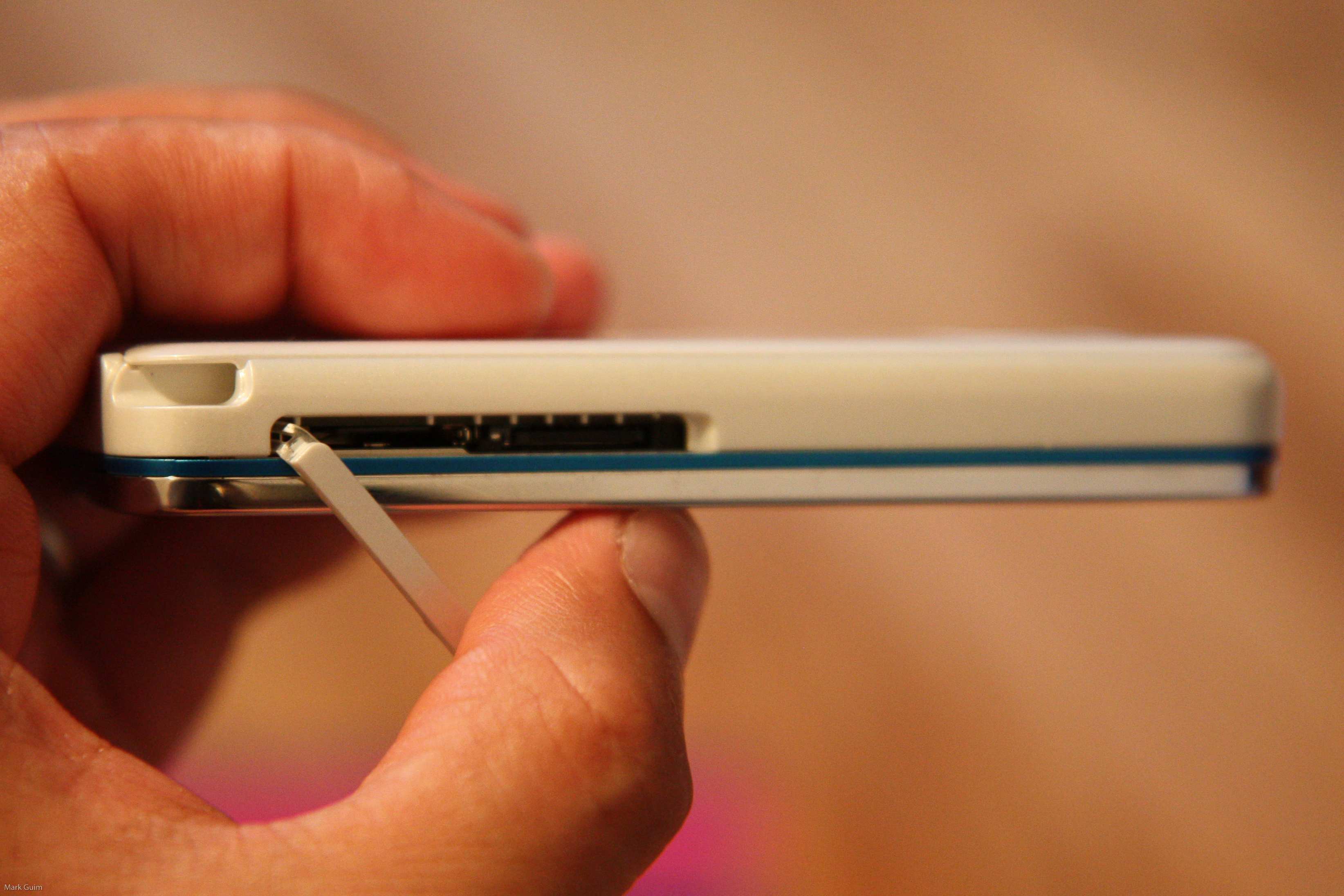
Ліва сторона
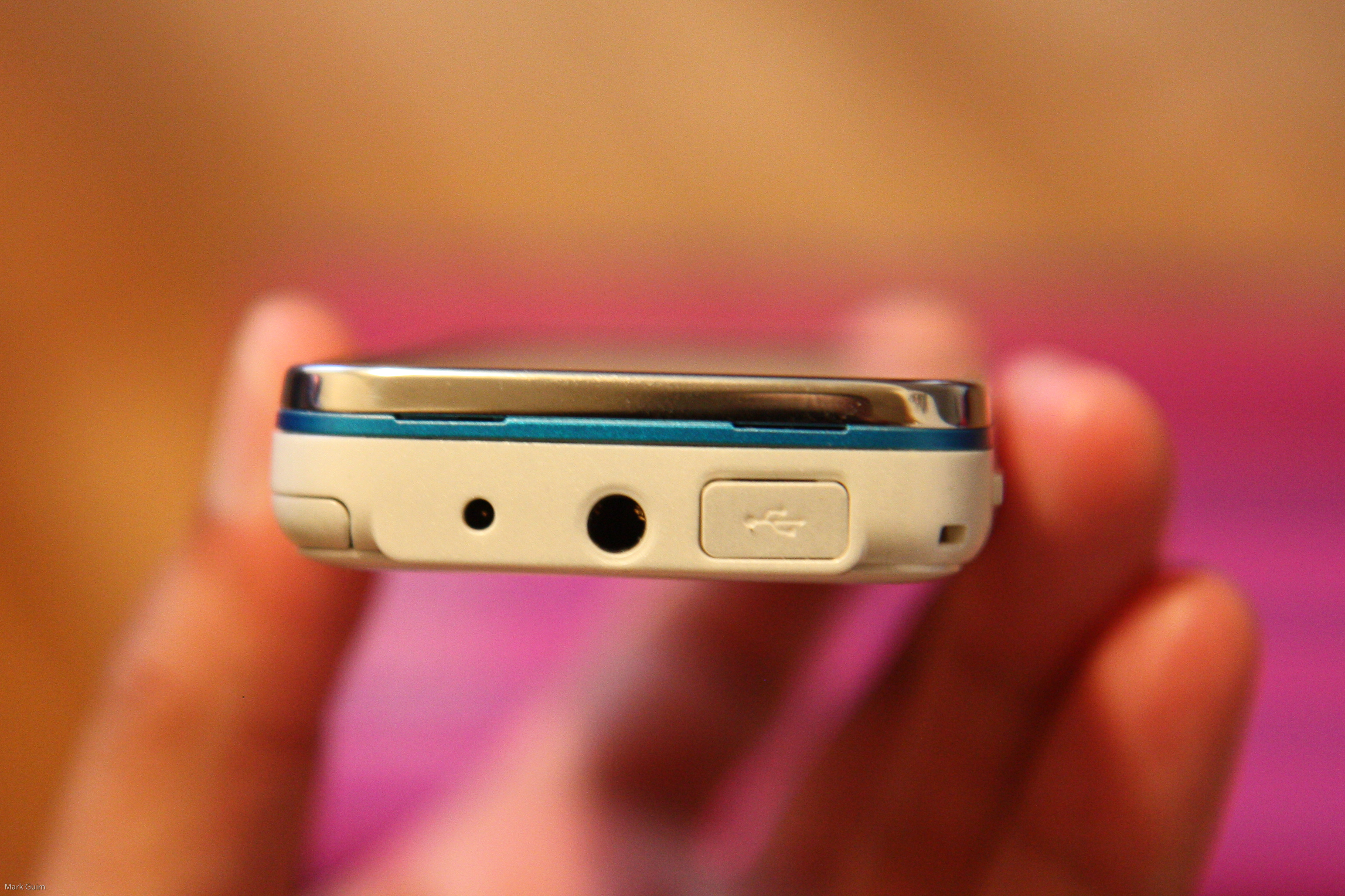
Нижня сторона

## Схожі моделі
|                           | Nokia 5230                                                   | Nokia 5530                                                 | Nokia 5800                                                   |
| ------------------------- | ------------------------------------------------------------ | ---------------------------------------------------------- | ------------------------------------------------------------ |
| Розмір, мм                | 111х51,7х15,5                                                | 104х49х13                                                  | 111х51,7х15,5                                                |
| Вага, г                   | 113                                                          | 107                                                        | 109                                                          |
| Дисплей                   | 3,2", TFT, 16 млн, 640x360, датчик освіченості, акселерометр | 2,9", AFFS, 16 млн, 640x360, акселерометр, датчик відстані | 3,2", TFT, 16 млн, 640x360, датчик освіченості, акселерометр |
| Аккумулятор               | Li-Ion, 1320 мА·г                                            | Li-Ion, 1000 мА·г                                          | Li-Ion, 1320 мА·г                                            |
| Камера                    | 2 Мп                                                         | 3,2 Мп, автофокус (активний елемент), спалах 1 LED         | 3,2 Мп, автофокус (активний елемент), спалах 2 LED           |
| Карта пам'яті в комплекті | 2 і 4 ГБ                                                     | 4 і 2 гб                                                   | 8 ГБ                                                         |
| 3G                        | Так                                                          | Ні                                                         | Так                                                          |
| GPS                       | Так                                                          | Ні, але можна підключити зовнішній модуль                  | Так                                                          |
| Wi-Fi                     | Ні                                                           | Так                                                        | Так                                                          |